# Мораис, Эвертон
Эвертон Маседу Мораис (порт.-браз. Everton Macedo Moraes; род. 12 мая 2002, Убераба) — бразильский футболист, нападающий казахстанского клуба «Ордабасы».

## Карьера
Воспитанник бразильского клуба «Гремио Новуризонтино». Футбольную карьеру начинал в 2022 году в составе клуба «Баия».
В 2023 году на правах аренды перешёл в бразильский клуб «Лондрина».
9 февраля 2025 года подписал контракт с казахстанским клубом «Ордабасы». 1 марта 2025 года в матче против клуба «Актобе» дебютировал в казахстанской Премьер-лиге (0:0).

## Статистика
| Игровая карьера | Игровая карьера | Игровая карьера | Лига | Лига | Кубки | Кубки | Межд. | Межд. | Др. | Др. |
| --------------- | --------------- | --------------- | ---- | ---- | ----- | ----- | ----- | ----- | --- | --- |
| 2025            | Ордабасы        | А               | 17   | 4    | 2     | 1     | 2     | 0     | —   | —   |